# Plundering van Rome (455)

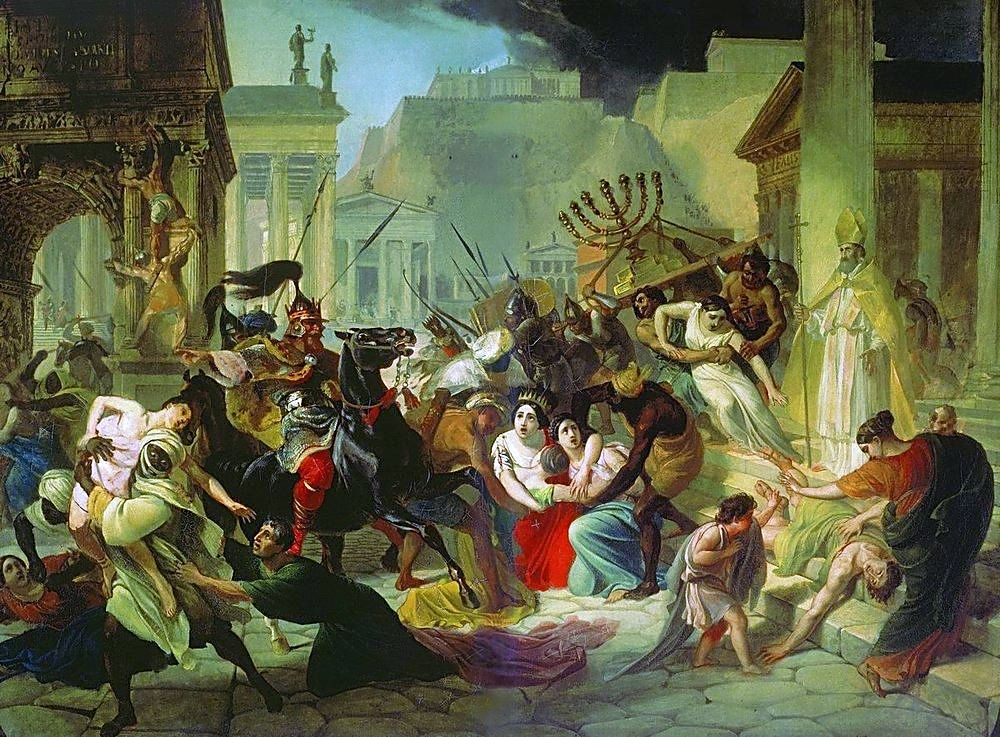
Negentiende-eeuwse impressie van de plundering.

De Plundering van Rome in 455 was de derde van vier plunderingen van Rome in de oudheid en kwam voort uit een confrontatie tussen de West-Romeinse keizer Petronius Maximus en Geiserik, koning der Vandalen.

## Achtergrond

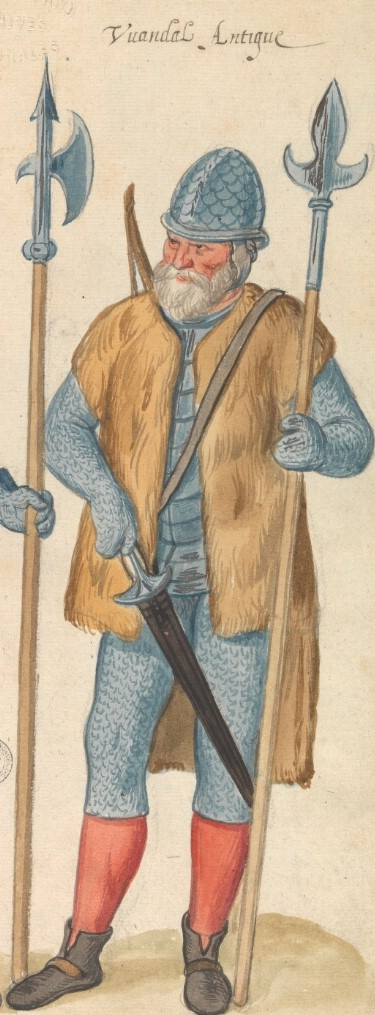
Zestiende-eeuwse perceptie van de Vandalen, geïllustreerd in het kostuumboek "Théâtre de tous les peuples et nations de la terre avec leurs habits et ornemens divers, tant anciens que modernes, diligemment depeints au naturel". Gemaakt door Lucas d'Heere in de 2e helft van de 16e eeuw. Bewaard in de Universiteitsbibliotheek Gent.

In de jaren 440 hadden de Vandalenkoning Geiserik en de Romeinse keizer Valentinianus III om de onderlinge banden te versterken hun kinderen Hunerik en Eudocia verloofd. Dat waren ze in 442 in een vredesverdrag overeengekomen. Eudocia was toen nog te jong om te huwen. In 455 werd Valentinianus echter vermoord. Petronius Maximus besteeg de troon. Petronius trouwde met de weduwe van Valentinianus, Licinia Eudoxia, en liet zijn zoon Palladius trouwen met Eudocia. Op die manier verstevigde Petronius zijn band met de Theodosiaanse dynastie.
Licinia Eudoxia was echter ongelukkig met de moord op haar man en de machtsovername door Petronius. Ze wendde zich tot de Vandalen om Petronius van zijn troon te stoten. Die vraag viel in goede aarde bij Geiserik die zijn ambities door Petronius' revolte gedwarsboomd zag. De koning van de Vandalen beweerde daarop dat de verbroken huwelijksbelofte tussen Hunerik en Eudocia het vredespact met Valentinianus ongeldig maakte. Hij scheepte zich met een leger in om Rome aan te vallen en landde in Ostia Antica aan de monding van de Tiber.

## Plundering
Alvorens Rome aan te vallen vernietigden de Vandalen alle aquaducten die naar de stad leidden. Toen de Vandalen de stad naderden, trachtte Petronius Maximus met zijn leger weg te trekken. Zijn vlucht werd buiten de stad opgemerkt door een Romeinse menigte. Ze lynchten hem, vermoedelijk samen met Palladius. Toen de Vandalen de stad wilden binnentrekken, verzocht paus Leo I volgens de kroniekschrijver Prosper Tiro Geiserik om Rome niet te vernielen en haar bewoners te sparen. Geiserik zegde dit toe en de poorten van de stad werden voor hem en zijn mannen geopend.
Geiserik hield zich aan zijn belofte om de stad niet in vuur en vlam te doen opgaan maar nam wel inwoners mee als slaaf. Keizerin Licinia Eudoxia, Valentinianus' weduwe, en haar twee dochters, Eudocia en Placidia, nam hij gevangen toen ze probeerden te vluchten. Eudoxia en haar kinderen waren de laatsten van Rome's keizerlijke familie. Eudocia zou later alsnog met Hunerik trouwen.

## Voor discussie vatbaar
De plundering van 455 door de Vandalen wordt algemeen gezien als ernstiger dan die door de Visigoten in 410 omdat de Vandalen twee weken in de stad verbleven en de Visigoten slechts drie dagen. Men neemt aan dat Geiserik de stad van een grote hoeveelheid kostbaarheden beroofde. Hij zou veel goud, zilver, juwelen en meubelen hebben buitgemaakt, kunstwerken hebben vernield en mensen hebben vermoord. Belangrijke kunstwerken werden beschadigd, zo sloopten de Vandalen de vergulde bronzen dakpannen van de Tempel van Jupiter Optimus Maximus. Van die gebeurtenis dateren de termen 'vandaal' en 'vandalisme'.
In de verslagen van kroniekschrijver Victor Vitensis wordt melding gemaakt van verscheidene scheepsladingen gevangenen die naar Afrika werden gebracht om daar te worden verkocht als slaaf. De Byzantijnse geschiedschrijver Procopius spreekt over een kerk die werd afgebrand. Volgens sommige moderne historici zoals John Henry Haaren werden tempels, openbare gebouwen en particuliere huizen geplunderd. Ook het paleis van de keizer zou dit lot zijn ondergaan.
Als Prosper Tiro's bewering klopt dat paus Leo I Geiserik wist over te halen de stad te sparen, verklaart dit waarom de plundering zonder erg veel geweld en slachtoffers verlopen is. Er werden ook nauwelijks gebouwen in brand gestoken. 